# アルゼンチンヒメクイナ
アルゼンチンヒメクイナ（Porzana spiloptera）は、ツル目クイナ科ヒメクイナ属に分類される鳥類。

## 分布
アルゼンチン北部、ウルグアイ南部

## 形態
全長14-15センチメートル。頸部は短い。頭頂の羽衣は暗黄色や黒、額の羽衣は灰黒色。上面の羽衣は濃緑褐色で、黒い縦縞が入る。顔から下面の羽衣は灰黒色で、尾羽基部の下面を被う羽毛（下尾筒）には白い横縞が入る。体側面の羽衣は暗灰色で、白い横縞が入る。尾羽は暗褐色。雨覆の外縁（羽縁）は白い。
虹彩は濃赤色。嘴の色彩は暗灰褐色で、基部は黒い。後肢は褐色。

## 生態
塩性湿原も含めた湿原や草原などに生息する。
食性は雑食で、昆虫、種子、水生植物などを食べる。

## 人間との関係
開発や干拓、野焼き、放牧、洪水による生息地の破壊などにより生息数は減少している。生息地の一部は保護区に指定されている。